# Rossville (Illinois)
Pour les articles homonymes, voir Rossville.
Rossville est un village situé au nord du comté de Vermilion dans l'Illinois, aux États-Unis,. Le village est fondé en 1862 et incorporé le 17 juillet 1894. Le village s'appelait, initialement, Liggett's Grove.

## Démographie
Lors du recensement de 2010, le village comptait une population de 1 331 habitants. Elle est estimée, en 2016, à 1 261 habitants.

### Source de la traduction
- (en) Cet article est partiellement ou en totalité issu de l’article de Wikipédia en anglais intitulé « Rossville, Illinois » (voir la liste des auteurs).